# Rupnagar
|  | Per a altres significats, vegeu «Roopnagar». |

Rupnagar és una ciutat i municipalitat del Panjab (Índia), capital del districte de Rupnagar. El seu nom fins a la meitat del segle XX fou Rupar, però antigament ja es deia Rupnagar derivat del raja Rup Chand, el pare del qual Rokeshar l'hauria fundat al segle xi. Al cens del 2001 consta amb una població de 48.165 habitants; un segle abans, el 1901, eren 8.888 habitants. La municipalitat es va establir el 1867.